# Grand Prix Jihoafrické republiky 1984
Grand Prix Jihoafrické republiky 1984 (XXX National Panasonic South African Grand Prix), druhý závod 35. ročníku mistrovství světa jezdců Formule 1 a 27. ročníku poháru konstruktérů, historicky již 390. grand prix, se již tradičně odehrála na okruhu Kyalami vzdáleném 25 km od Johanesburgu. Na trati dlouhé 4,104 km absolvovali jezdci 75 okruhů, což celkově představuje 307,8 km.

## Průběh závodu
Již úvodní závod naznačil, že vozy McLaren mají nejsilnější motory. V Kyalami na okruhu dlouhém 4,104 km v nadmořské výšce okolo 1800 m, svou dominanci jen potvrdili. Zvítězil Lauda před Alainem Prostem, jehož výkon byl o to cennější, že Francouz startoval z boxové uličky. Ale již třetí v cíli Warwick ztrácel 1 kolo, další dva piloti Patrese a de Cesaris byli o dvě kola zpět a šestý Senna dokonce dojel se ztrátou tří okruhů. Závod se naprosto nepovedl vozům Williams a Brabham, i Ferrari nedokázalo najít recept na konkurenci a 12. místo Alboreta bylo zklamáním.
Z 26 přihlášených účastníků, jich šachovnicový praporek v cíli viděla pouhá polovina, tedy 13 vozů. Zajímavostí je, že tři ze čtyř vozů používající atmosférický motor Ford Cosworth (Arrows a Tyrrell) dojelo do cíle. Osm kol před cílem, zůstal stát bez paliva Patrick Tambay s vozem Renault, zatímco oba vozy McLaren měli v cíli ještě 13 litrů paliva.
V kvalifikaci byl nejrychlejší úřadující mistr světa Nelson Piquet, který časem 1:04,87 vytvořil nový rekord okruhu. Druhý byl Keke Rosberg na Williams. Časy pod 1:06 zajeli ještě Nigel Mansell, Patrick Tambay, Alain Prost, Teo Fabi a Elio de Angelis. Poslední místa na startu obsadili, zcela očekávaně, vozy s nepřeplňovaným motorem, navíc Thierry Boutsen nesplnil kvalifikační limit a do závodu se nekvalifikoval, nakonec byl na start připuštěn. Zklamáním kvalifikace byl výkon obou vozu McLaren od kterých se po vynikajícím výkonu v Brazílii očekávalo víc než jen páté a osmé místo. Prost tento výkon vysvětlil použitím pohonných jednotek z předchozí Grand Prix, které ovšem nebyly vyladěny na místní horské podmínky. Také Ferrari obtížně hledalo optimální nastavení vozu, které fungovaly dobře na dlouhých rovinkách, ale v zatáčkách byly až příliš pomalé.
Sobotní nepovinný trénink byl dějištěm první vážné nehody. Piercarlo Ghinzani s vozem Osella nezvládl vůz v jedné rychlé zatáčce a v rychlosti přes 220 km/h dostal smyk. Vůz byl vymrštěn do vzduchu a po saltech přistál zpět na kolech, motor a převodovka se odtrhly a vůz se vzňal. Prostor pro pilota zůstal nedotčen, přesto Ghinzani musel být převezen do nemocnice, kde mu ošetřili popáleniny na levé ruce, čele a zádech.
Ve volném tréninku jeli oba jezdci McLaren již s novými motory a zajeli druhý a čtvrtý nejrychlejší čas, nejrychlejší byl opět Piquet na voze Brabham a Fabi s druhým Brabhamem byl třetí. V zahřívacím kole začalo vynechávat palivové čerpadlo Prostova vozu a tak musel do boxu, kde přesedl do náhradního vozu a byl tak odsouzen ke startu z pit line. Patrick Tambay se postaral o odsunutí startovní procedury o 15 minut, když mu na poslední chvíli zhasnul motor.
Nejlépe odstartoval Rosberg, který se tak ujal vedení před Piquetem a Rabím. Ve druhém kole již byl v čele Piquet, Rosberg se začal propadat startovním polem, v dalším kole ho předjel Fabi a následně i Lauda. Eddie Cheever s vozem Alfa Romeo byl prvním odpadlíkem jehož ve čtvrtém kole zradilo chlazení. Lauda zaútočil na Fabiho v 10. kole a vcelku snadno jej předjel. Mezitím se z posledního místa dral dopředu technicky bravurní jízdou Alain Prost. Teo Fabi jedoucí na třetí pozici v 11. kole znatelně zpomalil a propadl se na 15. pozici a v 18. kole zastavil definitivně, příčinou byl turbokompresor, který přestal fungovat. Ve 21. kole zajel do boxů i Piquet, který zajel k výměně pneumatik a přepustil tak vedoucí místo Laudovi. Po návratu na trať se dokázal rychle vrátit do čelních pozic, ale 30. kolo bylo jeho posledním a mistr světa z roku 1983 musel odstoupit se stejnou závadou jako jeho týmový kolega Teo Fabi. Niki Lauda tak měl cestu k vítězství otevřenou, postupně zvyšoval náskok před Prostem, který se již ve 43. kole probojoval na druhou pozici. Od vedení týmu dostali oba pokyn, aby neriskovali a aby zmírnili tempo.
V závěru se na třetí příčku dostal Warwick před Patreseho Alfu Romeo, na páté pozici jel Andrea de Cesaris na Ligieru, poslední bod si zajistil nováček ve formuli 1 Ayrton Senna, který musel byt z vozu vytažen a bolestmi svalů převezen do nemocnice. Vítěz Niki Lauda si připsal dalších 9 bodů a na svém kontě jich měl již 343,5 a výrazně se tak přiblížil rekordu Jackieho Stewarta, který jich pobral během své kariéry 360.

## Výsledky
- 7. dubna 1984
- Okruh Kyalami
- 75 kol × 4,104 km = 307,8 km
- 390. Grand Prix
- 20. vítězství Nikiho Laudy
- 32. vítězství pro McLaren
- 26. vítězství pro Rakousko
- 20. vítězství pro vůz se startovním číslem 8

| Pozice | Jezdec             | Vůz             | Čas         | Body | Nej. kolo      |
| ------ | ------------------ | --------------- | ----------- | ---- | -------------- |
| 1      | Niki Lauda         | McLaren MP4/2   | 1:29'23.430 | 9    | 1'09.666 (4.)  |
| 2      | Alain Prost        | McLaren MP4/2   | á 1:05,950  | 6    | 1'09.398       |
| 3      | Derek Warwick      | Renault RE50    | á 1 kolo    | 4    | 1'09.526       |
| 4      | Riccardo Patrese   | Alfa Romeo 184T | á 2 kola    | 3    | 1'11.385 (9.)  |
| 5      | Andrea de Cesaris  | Ligier JS23     | á 2 kola    | 2    | 1'12.510 (15.) |
| 6      | Ayrton Senna       | Toleman TG183B  | á 3 kola    | 1    | 1'12.124 (14.) |
| 7      | Elio de Angelis    | Lotus 95T       | á 4 kola    |      | 1'10.150 (6.)  |
| 8      | Mauro Baldi        | Spirit 101B     | á 4 kola    |      | 1'13.267 (19.) |
| 9      | Marc Surer         | Arrows A6       | á 4 kola    |      | 1'14.090 (21.) |
| 10     | François Hesnault  | Ligier JS23     | á 4 kola    |      | 1'13.054 (18.) |
| dsq    | Martin Brundle §   | Tyrrell 012     | á 4 kola    |      | 1'13.578       |
| 11     | Michele Alboreto   | Ferrari 126C4   | Zapalování  |      | 1'11.828 (13.) |
| 12     | Thierry Boutsen †  | Arrows A6       | á 5 kol     |      | 1'14.906 (22.) |
| Kolo   | Odstoupili         | -               | Důvod       | Body | Nej. kolo      |
| 66     | Patrick Tambay     | Renault RE50    | Vstřikování |      | 1'08.877       |
| 60     | Jacques Laffite    | Williams FW09   | Ztráta kola |      | 1'11.790 (11.) |
| 60     | Stefan Bellof §    | Tyrrell 012     | Brzdy       | dsq  | 1'12.421       |
| 53     | Manfred Winkelhock | ATS D7          | Motor       |      | 1'12.527 (17.) |
| 51     | Keke Rosberg       | Williams FW09   | Rozvody     |      | 1'10.600 (8.)  |
| 51     | Nigel Mansell      | Lotus 95T       | Turbo       |      | 1'11.825 (12.) |
| 40     | René Arnoux        | Ferrari 126C4   | Zapalování  |      | 1'11.421 (10.) |
| 29     | Nelson Piquet      | Brabham BT53    | Turbo       |      | 1'10.132 (5.)  |
| 26     | Johnny Cecotto     | Toleman TG183B  | Suspenzor   |      | 1'12.523 (16.) |
| 24     | Philippe Alliot    | RAM 02          | Vodní pumpa |      | 1'14.943 (24.) |
| 22     | Jonathan Palmer    | RAM 01          | Převodovka  |      | 1'14.927 (23.) |
| 18     | Teo Fabi           | Brabham BT53    | Turbo       |      | 1'10.345 (7.)  |
| 4      | Eddie Cheever      | Alfa Romeo 184T | Chladič     |      | 1'14.046 (20.) |
| dns    | Piercarlo Ghinzani | Osella FA1F     | Havárie     |      |                |

- † Thierry Boutsen původně klasifikován na 9. místě se ztrátou 4 kol, později byla prokázána chyba v počtu jeho odjetých kol.
- § 18. července 1984 byla stáj Tyrrell diskvalifikována ze všech závodů sezony za používání nepovolené směsi paliva.

## Nejrychlejší kolo
Patrick Tambay – Renault – 1'08.877
- 2. nejrychlejší kolo Patricka Tambaye
- 17. nejrychlejší kolo pro Renault
- 47. nejrychlejší kolo pro Francii
- 14. nejrychlejší kolo pro vůz se startovním číslem 15

## Vedení v závodě
| Kola         | km        | Jezdec        | %    |
| ------------ | --------- | ------------- | ---- |
| 1. kolo      | 4,104 km  | Keke Rosberg  | 2 %  |
| 2.–20. kolo  | 77,976 km | Nelson Piquet | 25 % |
| 21.–55. kolo | 225,72 km | Niki Lauda    | 75 % |

|  | Piquet | Lauda |
|  | ------ | ----- |

## Postavení na startu
Nelson Piquet – Brabham – 1'04.871
- 9. Pole position Nelsona Piqueta
- 30. Pole position pro Brabham
- 16. Pole position pro Brazílii
- 35. Pole position pro vůz se startovním číslem 1

- Modře – startoval z boxů

| _______1_______ Nelson Piquet Brabham 1'04.871     |  |                                                       |
|                                                    |  | _______2_______ Keke Rosberg Williams 1'05.058        |
| _______3_______ Nigel Mansell Lotus 1'05.125       |  |                                                       |
|                                                    |  | _______4_______ Patrick Tambay Renault 1'05.339       |
| _______5_______ Alain Prost McLaren 1'05.354       |  |                                                       |
|                                                    |  | _______6_______ Teo Fabi Brabham 1'05.923             |
| _______7_______ Elio de Angelis Lotus 1'05.953     |  |                                                       |
|                                                    |  | _______8_______ Niki Lauda McLaren 1'06.043           |
| _______9_______ Derek Warwick Renault 1'06.056     |  |                                                       |
|                                                    |  | _______10_______ Michele Alboreto Ferrari 1'06.323    |
| _______11_______ Jacques Laffite Williams 1'06.762 |  |                                                       |
|                                                    |  | _______12_______ Manfred Winkelhock ATS 1'06.974      |
| _______13_______ Ayrton Senna Toleman 1'06.981     |  |                                                       |
|                                                    |  | _______14_______ Andrea de Cesaris Ligier 1'07.245    |
| _______15_______ René Arnoux Ferrari 1'07.345      |  |                                                       |
|                                                    |  | _______16_______ Eddie Cheever Alfa Romeo 1'07.704    |
| _______17_______ François Hesnault Ligier 1'07.787 |  |                                                       |
|                                                    |  | _______18_______ Riccardo Patrese Alfa Romeo 1'08.042 |
| _______19_______ Johnny Cecotto Toleman 1'08.298   |  |                                                       |
|                                                    |  | _______20_______ Mauro Baldi Spirit 1'09.923          |
| _______21_______ Jonathan Palmer RAM 1'10.383      |  |                                                       |
|                                                    |  | _______22_______ Philippe Alliot RAM 1'10.619         |
| _______23_______ Marc Surer Arrows 1'11.808        |  |                                                       |
|                                                    |  | _______24_______ Stefan Bellof Tyrrell 1'12.022       |
| _______25_______ Martin Brundle Tyrrell 1'12.233   |  |                                                       |
|                                                    |  | _______26_______ Thierry Boutsen Arrows 1'12.275      |

## Zajímavosti
- 50GP pro Andreu de Cesaris
- 75GP pro Elia de Angelise

| Pole position | Vítězství     | Nej. kolo      |
| Brazílie      | Rakousko      | Francie        |
| Nelson Piquet | Niki Lauda    | Patrick Tambay |
| Brabham BT53  | McLaren MP4/2 | Renault RE50   |
| 1'04.871      | 1:29'23.430   | 1'08.877       |
| 227,750 km/h  | 206,599 km/h  | 214,504 km/h   |
| ------------- | ------------- | -------------- |

### Stav MS
- GP – body získané v této Grand Prix

| *  | Jezdec            | Body | GP | * | Vůz        | Body | GP | * | Stát           | Body | GP |
| -- | ----------------- | ---- | -- | - | ---------- | ---- | -- | - | -------------- | ---- | -- |
| 1  | Alain Prost       | 15   | 6  | 1 | McLaren    | 24   | 15 | 1 | Francie        | 17   | 6  |
| 2  | Niki Lauda        | 9    | 9  | 2 | Williams   | 6    |    | 2 | Rakousko       | 9    | 9  |
| 3  | Keke Rosberg      | 6    |    | 3 | Renault    | 6    | 4  | 3 | Itálie         | 9    | 5  |
| 4  | Derek Warwick     | 4    | 4  | 4 | Alfa Romeo | 6    | 3  | 4 | Finsko         | 6    |    |
| 5  | Elio de Angelis   | 4    |    | 5 | Lotus      | 4    |    | 5 | Velká Británie | 4    | 4  |
| 6  | Eddie Cheever     | 3    |    | 6 | Ligier     | 2    | 2  | 6 | USA            | 3    |    |
| 7  | Riccardo Patrese  | 3    | 3  | 7 | Arrows     | 1    |    | 7 | Belgie         | 1    |    |
| 8  | Patrick Tambay    | 2    |    | 8 | Toleman    | 1    | 1  | 7 | Brazílie       | 1    | 1  |
| 9  | Andrea de Cesaris | 2    | 2  |   |            |      |    |   |                |      |    |
| 10 | Ayrton Senna      | 1    | 1  |   |            |      |    |   |                |      |    |
| 11 | Thierry Boutsen   | 1    |    |   |            |      |    |   |                |      |    |